# Lojas Riachuelo
Lojas Riachuelo ist ein brasilianisches Unternehmen mit  Sitz in São Paulo, das hauptsächlich im Einzelhandel tätig ist. Es ist im Besitz der Guararapes Confecções Group. Nach den Einzelhändlern C & A Brasil und Lojas Renner  ist es der drittgrößte Textileinzelhändler in Brasilien. Das Unternehmen verfügt zurzeit über 315 Filialen und eine Verkaufsfläche von 654.000 m².
Jahr 2013 wurde das Unternehmen mit einem Wert von 690 Millionen US-Dollar zur wertvollsten Modemarke Brasiliens gewählt und belegt laut Brand Finance den 33. Platz auf der Liste der 100 wertvollsten Marken des Landes.

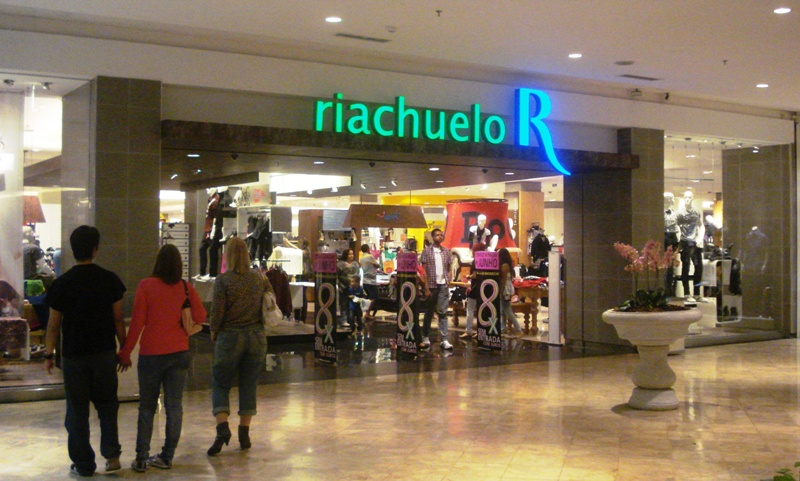
Lojas Riachuelo Geschäft in Brasília

## Geschichte
.
Die Geschichte von Guararapes begann 1947, als die Brüder Nevaldo und Newton Rocha in Natal ihr erstes Bekleidungsgeschäft mit dem Namen „A Capital“ eröffneten. Vier Jahre später eröffnete das Unternehmen ein kleines Bekleidungsgeschäft in Recife und erwarb mehrere Verkaufsstellen zu einer Zeit, als sich der Bekleidungsmarkt im Nordosten Brasiliens zu entwickeln begann.
Im Oktober 1956 gründeten die Brüder die Firma Guararapes in Recife.
In den frühen 1970er Jahren wurde der Hauptsitz des Unternehmens eröffnet und 1976 wurden die Fabriken in Fortaleza  und Mossoró  gebaut. Im selben Jahr wurde die Super G-Handelskette gegründet.
Im Jahr 1979 erwarb Guararapes die Filialketten Riachuelo und Wolens und weitete seine Aktivitäten auf den Textileinzelhandel aus, der heute für das größte Wachstum der Gruppe verantwortlich ist.
Die 1982 von Flávio Rocha gegründete Marke Pool wurde ins Leben gerufen, eine Marke, die sich an junge Menschen richtet. Zu Beginn der Karriere von Ayrton Senna, der an den Kategorien Kart und Formel 3 teilnahm, war sie außerdem sein Hauptsponsor.
Neben Riachuelo besitzt die Gruppe Midway Financeira, Shopping Midway Mall und Transportadora Casa Verde.

## Logo
Im Jahr 2008 wurde das Logo mit Großbuchstaben und mit einem stilisierten R modifiziert. Im Dezember 2013 wurde eine neue Identität für die Marke des Unternehmens und die Abkürzung für RCHLO bekannt gegeben.  Ricardo Van Steen, der für die Änderung verantwortlich ist, kommentierte den starken Einfluss der neuen Marke auf soziale Netzwerke und fügte hinzu: „Die Abkürzung für Wörter wird häufig verwendet.“

## Kollektionen
Im Juli 2013 ging Riachuelo eine Partnerschaft mit Daslu ein, um eine Kollektion für die Marke auf den Markt zu bringen.
Im November 2014 wurde eine Partnerschaft mit Versace, einer berühmten italienischen Marke, begründet. Die Designerin der Marke, Donatella Versace, kam persönlich zur São Paulo Fashion Week, um die Kollektion etwa 700 Gästen vorzustellen.
Im April 2016 gab Riachuelo die Zusammenarbeit mit dem berühmten deutschen Stylisten Karl Lagerfeld,  Chefdesigner und Kreativdirektor der französischen Marke Chanel sowie der italienischen Fendi bekannt.